# Berkovitsa Glacier
Berkovitsa Glacier är en glaciär i Antarktis. Den ligger i Sydshetlandsöarna. Argentina, Chile och Storbritannien gör anspråk på området. Berkovitsa Glacier ligger 187 meter över havet.
Terrängen runt Berkovitsa Glacier är lite kuperad. Havet är nära Berkovitsa Glacier åt nordost. Trakten är glest befolkad. Närmaste befolkade plats är St. Kliment Ohridski Base, 18,2 kilometer öster om Berkovitsa Glacier. 